# يوسف ضمرة
يوسف ضمرة (1953-) هو كاتب فلسطيني، ولد في عقبة جبر في أريحا، وهو عضو في جمعية القصة والرواية في اتحاد الكتاب العرب - سوريا، تلقى تعليمه في رام الله والزرقاء، ونال دبلوم المعالجة الفيزيائية من الأردن،  أنهى دراسته الثانوية في مدينة الزرقاء الأردنية، وحصل على دبلوم علاج طبيعي من معهد المهن الطبية في عمّان في 1976، وعمل في التمريض، عمل محرراً لصفحة «ثقافة الطفل» في صحيفة العرب اليوم الأردنية، وعمل معدًا لعدد من البرامج الثقافية للإذاعة الأردنية، وشغل عضوية هيئة التحرير في مجلة “أفكار” التي تُصدرها وزارة الثقافة الأدرنية (2009).
عضو في رابطة الكتاب الأردنيين، وانتُخب عضوًا في هيئتها الإدارية دوراتٍ عدة، وشغل منصب نائب رئيس الرابطة لأربع سنوات.

## مؤلفات
صدرت له عدة أعمال أدبية منها:
- «سحب الفوضى: رواية»، الأهالي، دمشق، 1990.[5]

- «العربات: مجموعة قصص»، اتحاد الكتاب العرب، 1979.[6]
- «نجمة والأشجار»، قصص، دمشق - اتحاد الكتاب العرب، 1980.[7]
- «المكاتيب لا تصل أمي»، قصص، عمان، الأردن: دار الافاق الجديد، 1982.[8]
- «اليوم الثالث للغياب»، قصص، دمشق - اتحاد الكتاب العرب، 1983.[9]
- «حكايات عن طيور البطريق» تأليف: جينادي سينجريوف، ترجمة يوسف ضمرة، دار بن رشد للنشر والتوزيع، عمان، 1984.[10]
- «ذلك المساء»، قصص، دار الشروق، عمان، 1985.[11]
- «مدارات لكوكب وحيد»، قصص، دمشق اتحاد الكتاب العرب، 1988.[12]
- «العنب المر»، قصص، 1992.
- «عنقود حامض»، قصص، عمان، المملكة الأردنية الهاشمية: وزارة الثقافة، 1993.[13]
- «مذكرات قطة»، 1996.
- «أشجار دائمة العري»، قصص، عمان: وزارة الثقافة، 2002.[14]
- «الأعمال الكاملة»، منشورات البنك الأهلي الأردني، عمان، 2005.[15]
- «طريق الحرير»، مجموعة قصصية، 2011.
- «مراوغون قساة: قصص قصيرة»، مجموعة قصصية، 2014.[16]
- «دوزان: قصص»، الهيئة المصرية العامة للكتاب، القاهرة، 2017.[17]
- «الموسم الثقافي الأول في الأردن»، مجلة الدراسات الفلسطينية، 2000.[18]

## جوائز
- جائزة محمود سيف الدين الإيراني للقصة القصيرة التي تمنحها رابطة الكتاب الأردنيين عام 1983.
- جائزة الدولة التشجيعية في مجال القصة القصيرة عام 1995.